# Giovanni Antonio Medrano

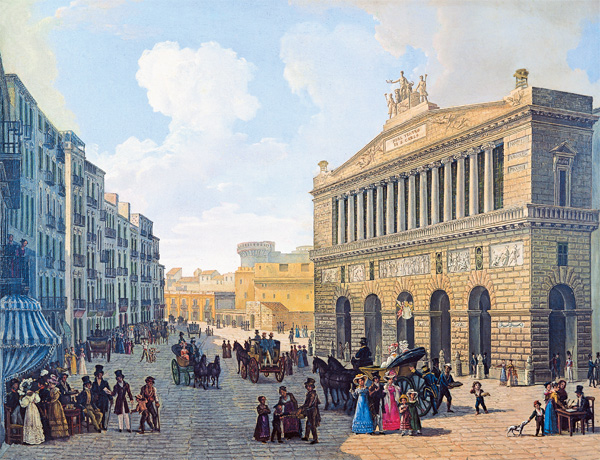
Teatro San Carlo in un dipinto del 1830

Giovanni Antonio Medrano (Sciacca, 11 dicembre 1703 – Napoli, 1760) è stato un architetto, ingegnere e militare italiano. Come architetto di corte della Napoli borbonica, si occupò dei principali cantieri e ridisegnò il volto della città, facendo di Napoli una delle capitali europee più monumentali e all’avanguardia; in particolare con il progetto del Teatro San Carlo inventò il cosiddetto modello del teatro all’italiana, che divenne il modello per i successivi teatri del mondo.

## Biografia

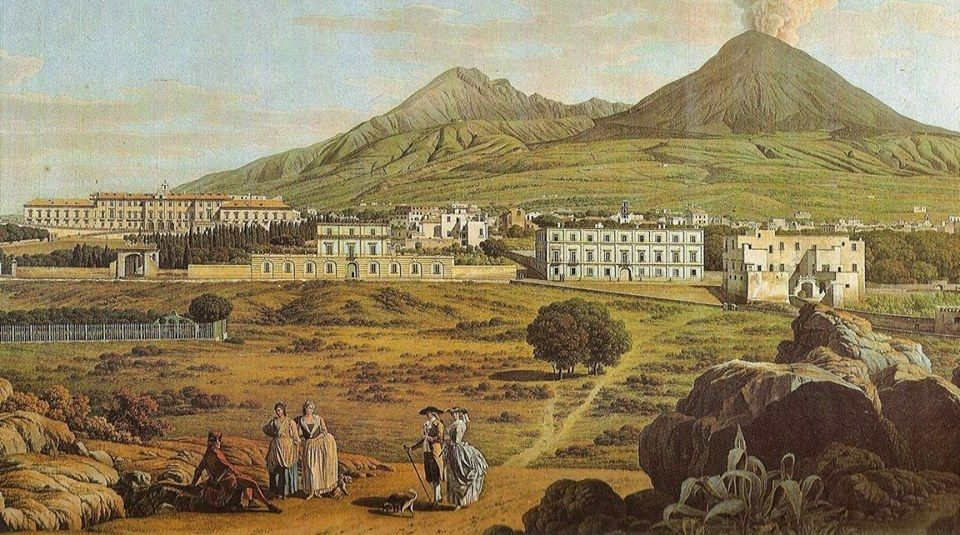
Reggia di Portici (la prima a sinistra) in un dipinto di Giovanni Battista Lusieri

Nato a Sciacca, si trasferì con la famiglia in Spagna dove frequentò il Real Corpo degli ingegneri, fondato da Filippo V di Spagna nel 1711, intraprendendo la carriera militare. In qualità di ingegnere e di sottotenente partecipò, nel 1718, alla spedizione di riconquista della Sicilia. Dopo due anni fu destinato ai presidi militari della Catalogna, specializzandosi in infrastrutture e impianti militari, fu attivo nel 1730 la fortezza de Montjuïc.
Nel 1731 arrivò in Italia insieme al figlio di Filippo V, Carlo, duca di Parma e Piacenza, con il grado di tenente e in qualità di ingegnere ordinario. Il compito del Medrano fu quello di seguire l'infante di Spagna nelle discipline tecnico-scientifiche previste dalla formazione reale. Con l'incoronazione di Carlo come re del Regno di Napoli e di Sicilia, come architetto fu investito di incarichi di prestigio perché per il nuovo monarca fu necessario l'istituzione di un capillare strumento di controllo sul sistema dei lavori pubblici. Fu promosso prima come brigadiere e successivamente come ingegnere maggiore del Regno, il periodo che va dall'insediamento dei Borbone nel Regno fino alla Guerra di successione polacca ebbe incarichi di pregio: l'ampliamento del Palazzo Reale di Napoli nel 1734; progetti per il Palazzo degli Studi nel 1735; nel 1737 fu il momento del Teatro San Carlo, il primo teatro d'opera in Italia ed edificato in soli otto mesi; nel 1738 presentò un progetto per il Palazzo Reale di Portici.
Ebbe anche incarichi di rilievo fuori dai confini della capitale dell'allora Regno della Due Sicilie; nel 1734 fece il progetto per l'obelisco commemorativo di Bitonto e sul Volturno, nei pressi del Sito Reale di Venafro, ebbe l'incarico di progettare un ponte che venne però distrutto da una piena e ricostruito nel 1750. Nel 1738 la realizzazione del Palazzo di Capodimonte, con l'adozione dello schema planimetrico a tre corti comunicanti, la soluzione bicromatica dei prospetti e l'intervento di consolidamento delle cave di tufo sottostanti. Nel 1740 gli furono affidati i cantieri della banchina del porto di Napoli e progettò la Cavallerizza a Chiaia. Dall'ottobre 1738 ebbe l'incarico di sovraintendere ai lavori archeologici nella zona vesuviana. Nel 1741 furono approvate, dal Canevari, alcune idee del Medrano come la corte aperta sulla Strada delle Calabrie.
Nel 1741 fu accusato, insieme a Carasale, di frode sul fisco nella conduzione dei lavori a Capodimonte. Contemporaneamente i rapporti con la famiglia reale iniziarono ad affievolirsi progressivamente con la perdita del controllo dei cantieri affidatigli. Dopo diciotto mesi di carcere, con pena scontata presso il presidio di Peñon, fu destituito dagli incarichi principali e degradato. Ottenne la grazia con la rispettiva riduzione della pena e rientrò in Italia nel 1746, ma la sua figura professionale fu duramente attaccata da feroci critiche da parte degli ingegneri napoletani dell'epoca. Con queste pesanti critiche fu emarginato dagli incarichi pubblici e dal 1749 al 1754 fu ingegnere dell'Arciconfraternita della Santissima Trinità dei Pellegrini e nel 1752 restaurò le proprietà di Giuseppe De Maio Durazzo. Dopo queste ultime esperienze non fu più attivo come professionista e morì probabilmente nel 1760.

## Opere

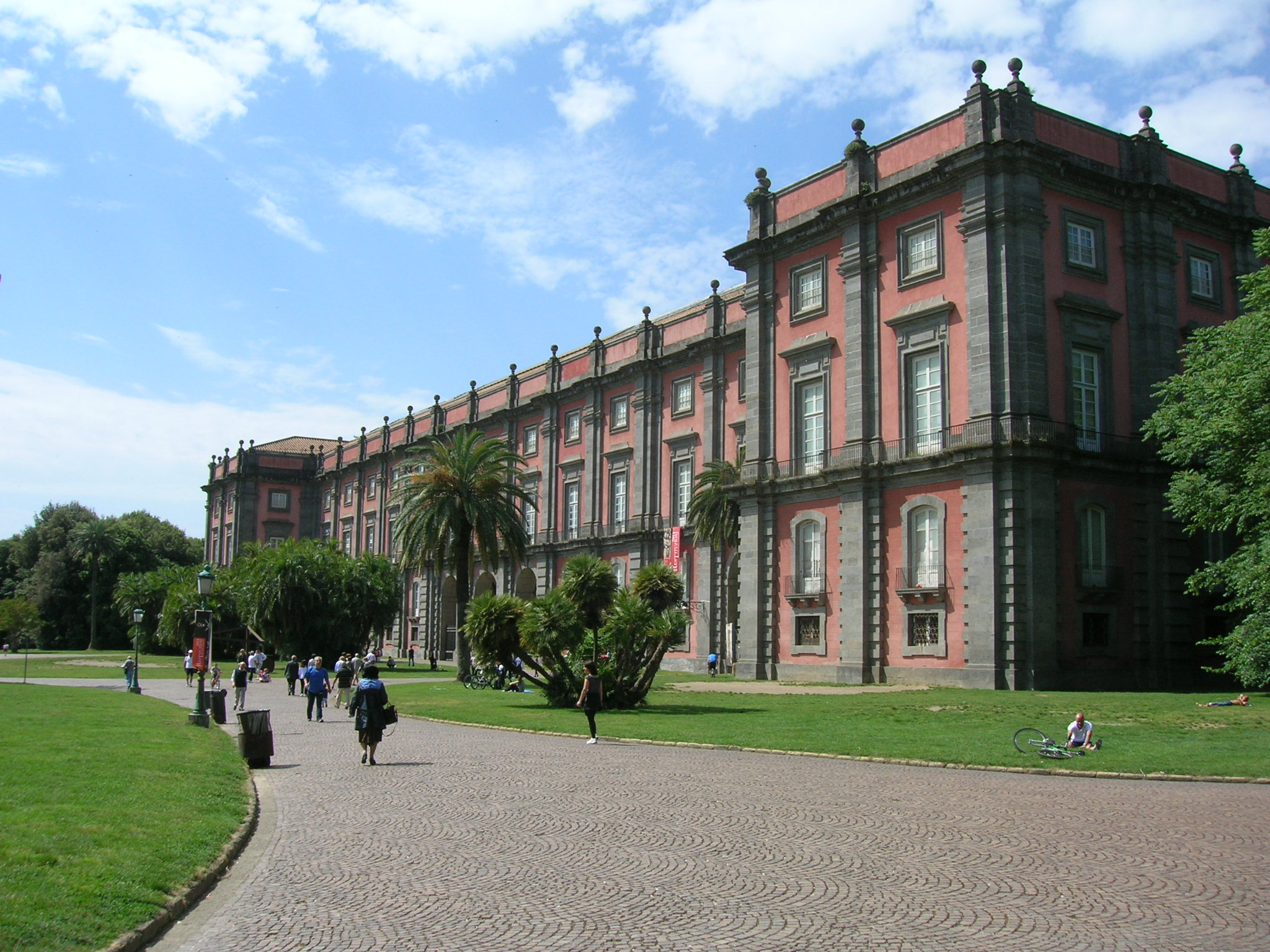
Reggia di Capodimonte

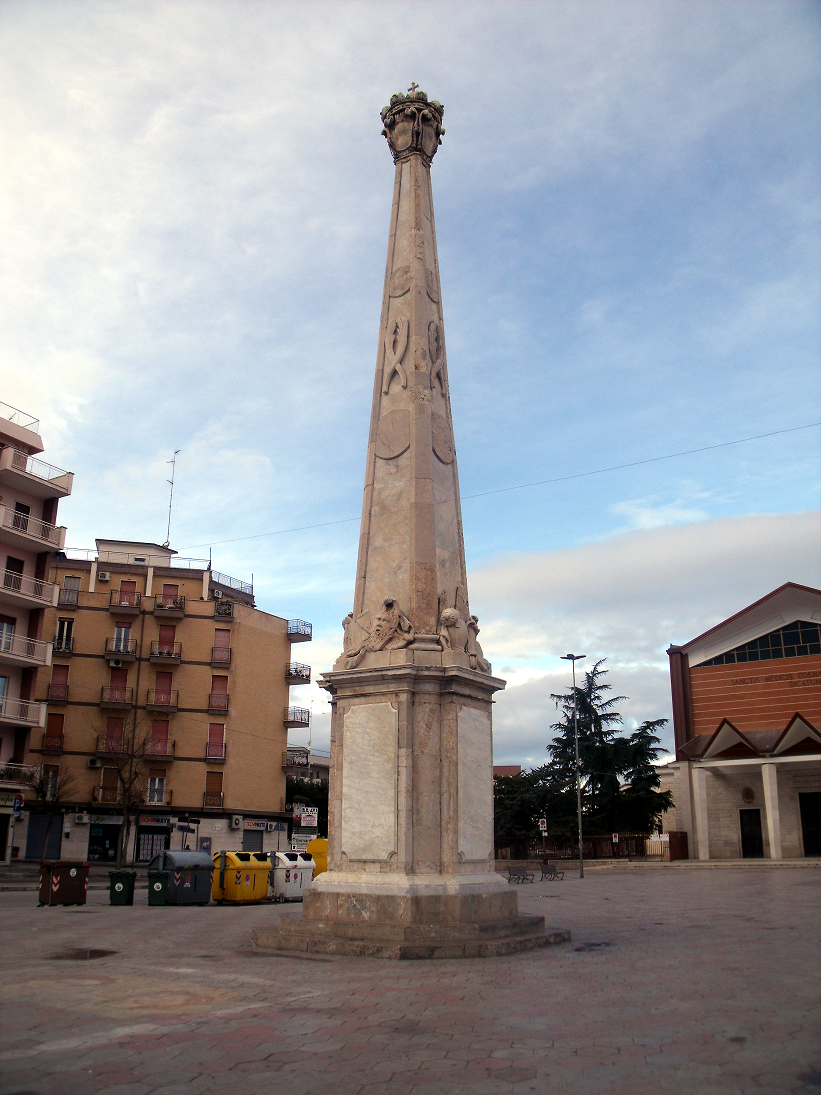
Obelisco Carolino di Bitonto

- 1734, ampliamento del Palazzo Reale di Napoli
- 1735, restauro del Palazzo degli Studi
- 1736, obelisco di Bitonto per commemorare l'omonima battaglia
- 1737, Teatro San Carlo
- 1738-1740, Reggia di Portici
- 1738-1741, Reggia di Capodimonte
- 1740, Palazzo della Cavallerizza a Chiaia
- 1749-1754, Arciconfraternita della Santissima Trinità dei Pellegrini